# American Fiction
American Fiction è un film del 2023 scritto e diretto da Cord Jefferson, basato sul romanzo Cancellazione (Erasure) di Percival Everett.

## Trama
Thelonious Ellison, afroamericano nato a Boston e conosciuto come "Monk", è un professore universitario di letteratura inglese e un autore rispettato. Sempre più spesso, però, Monk si irrita per la sensibilità culturale dei suoi studenti, fatto che rischia di mettere a repentaglio la sua posizione accademica. Allo stesso tempo, il suo ultimo romanzo viene rifiutato da molti editori, che rispondono genericamente allo scrittore che il suo racconto "non è abbastanza nero". La sua università lo mette in congedo temporaneo e gli suggerisce di frequentare un seminario letterario e di trascorrere del tempo con la famiglia nella sua città natale. Al seminario, il dibattito a cui partecipa Monk suscita scarso interesse, mentre c'è una sala gremita per l'incontro con Sintara Golden, il cui romanzo bestseller We's Lives in Da Ghetto asseconda gli stereotipi sui neri. Monk stesso ha difficoltà a leggere il libro, liquidandolo come un racconto per lettori che vogliono nutrirsi di storie stereotipate sulla miseria degli afroamericani. Nello stesso periodo, la madre di Monk si ammala gravemente e necessita di cure intensive, e sua sorella Lisa muore improvvisamente per un infarto. Né lui né il fratello Clifford, divorziato dopo essere stato scoperto a letto con un uomo e dedito ora ad alcol e droghe, sono in grado di pagare le spese per le cure della madre.
In un impeto di rabbia, Monk scrive in una notte un romanzo (con lo pseudonimo di Stagg R. Leigh) che combina tutti gli stereotipi neri che gli vengono in mente. Lo dà al suo agente Arthur dicendogli di mandarlo agli editori come uno scherzo, ma, inaspettatamente per lui, il libro viene preso sul serio e accolto con entusiasmo: i diritti di pubblicazione del manoscritto vengono acquistati da un prestigioso editore e Monk riceve il più grande anticipo finanziario che abbia mai visto. Monk decide a malincuore di continuare la farsa in modo da poter pagare le cure della madre, inventandosi di essere un carcerato in fuga per mantenere nascosta la sua identità. Nel frattempo conosce e inizia una relazione con Coraline, una donna separata che vive di fronte alla casa balneare degli Ellison. Monk inizia ad avere conflitti interiori sul libro che lui stesso ha scritto. Incontra il produttore hollywoodiano Wiley, che gli propone di scrivere una sceneggiatura per un film blaxploitation. Cerca poi di sabotare il lancio del libro, proponendo provocatoriamente di cambiare il titolo da My Pafology a Fuck, pena la fine delle trattative: con suo sgomento gli editori accettano entusiasti. Il libro viene pubblicato ed è un successo immediato, cosa che irrita ancora di più Monk che, rigettando il suo lavoro, diventa presuntuoso e aggressivo, causando la fine della sua relazione con Coraline. 
Nel frattempo viene invitato come giurato a un premio letterario per sopperire a delle problematiche di diversità, e, oltre a trovarsi come collega Sintara Golden, si ritrova costretto a giudicare il suo stesso libro, inserito all'ultimo momento per via del suo grande successo. Mentre gli altri giurati bianchi elogiano ipocritamente il romanzo, Sintara lo critica aspramente con le stesse argomentazioni di Monk: sorpreso, lui le chiede successivamente come può criticare il suo libro se We's Lives in Da Ghetto presenta, a suo parere, gli stessi problemi di rappresentazione degli stereotipi. Sintara risponde che il suo libro è frutto di numerose ricerche e interviste a persone che vivono nella miseria, che non è un male in sé dare ai lettori ciò che vogliono, e che non è un suo problema se i lettori bianchi trasformano ciò che lei scrive in degli stereotipi. Le argomentazioni di Sintara mettono alle strette Monk, esposto come elitario e superficiale, anche perché non aveva nemmeno letto integralmente il libro della Golden. 
Alla cerimonia del premio letterario, Fuck viene annunciato come vincitore. Monk decide di salire sul palco e di rivelare la sua identità, ma, quando sta per iniziare la sua confessione, lo schermo diventa nero: in realtà Monk sta concordando col regista il finale del film, è ancora separato da Coraline, e la storia raccontata finora altro non era che una sceneggiatura scritta per Wiley come alternativa a un adattamento cinematografico di Fuck. Wiley rifiuta una conclusione dove Monk fugge dalla cerimonia e si ricongiunge con Coraline, troppo affine a una commedia romantica. Monk allora propone un finale dove l'FBI, che si era messa sulle tracce del fantomatico Stagg H. Leigh, irrompe alla cerimonia. Gli agenti, "scambiando" la statuetta che Monk tiene in mano per un'arma, sparano mortalmente a Monk. Wiley adora l'idea, e il progetto entra in produzione. Monk esce dagli studios cinematografici e sale in macchina con suo fratello Clifford, ma prima di andarsene incrocia lo sguardo con un attore di Wiley, nel ruolo della tipica figura di uno schiavo afroamericano. I due si guardano e si riconoscono reciprocamente.

## Produzione
Il 10 novembre 2022, è stato annunciato che Jeffrey Wright era stato scelto per interpretare il protagonista del film, scritto e diretto da Cord Jefferson e basato sul romanzo Cancellazione di Percival Everett. Successivamente, è stato annunciato che Tracee Ellis Ross, Erika Alexander, Leslie Uggams, Sterling K. Brown, Myra Lucretia Taylor, John Ortiz, Issa Rae e Adam Brody si erano aggiunti al cast. Le riprese sono terminate a Boston.

## Distribuzione
American Fiction è stato presentato in anteprima al Toronto International Film Festival l'8 settembre 2023 ed è stato distribuito nelle sale cinematografiche nordamericane il 15 dicembre 2023. In Italia è uscito su Prime Video il 27 febbraio 2024.

## Accoglienza

### Incassi
Il film ha incassato globalmente 22483370 $, di cui 21098470 $ nel mercato domestico nordamericano.

### Critica
Il film ha riscosso un'ottima critica: sull'aggregatore di recensioni Rotten Tomatoes il 93% delle 289 recensioni è positivo, con un voto medio di 8,2 su 10; su Metacritic il punteggio medio di 54 recensioni è di 81 su 100.

## Riconoscimenti
- 2024 - Premio Oscar
  - Miglior sceneggiatura non originale
  - Candidatura per il miglior film
  - Candidatura per il miglior attore per Jeffrey Wright
  - Candidatura per il miglior attore non protagonista per Sterling K. Brown
  - Candidatura per la migliore colonna sonora per Laura Karpman
- 2024 - Golden Globe[10]
  - Candidatura per il miglior film commedia o musicale
  - Candidatura per il miglior attore in un film commedia o musicale per Jeffrey Wright
- 2023 - Toronto International Film Festival
  - Premio del Pubblico[11]
- 2023 - Independent Spirit Awards[12]
  - Candidatura per il miglior film
  - Candidatura per la miglior sceneggiatura per Cord Jefferson
  - Candidatura per la miglior interpretazione protagonista per Jeffrey Wright
  - Candidatura per la miglior interpretazione non protagonista per Erika Alexander
  - Candidatura per la miglior interpretazione non protagonista per Sterling K. Brown
- 2023 - Festival del cinema di Virginia[13]
  - Premio dei programmatori - Lungometraggio narrativo
  - Premio regista innovativo
- 2024 - Screen Actors Guild Award[14]
  - Candidatura per il migliore attore protagonista per Jeffrey Wright
  - Candidatura per il migliore attore non protagonista per Sterling K. Brown
  - Candidatura per il miglior cast cinematografico